# Liste des conseillers régionaux de La Réunion
Un conseiller régional de La Réunion est un élu du conseil régional de La Réunion, soit le conseil régional français chargé de la région d'outre-mer qu'est l'île de La Réunion, dans l'océan Indien. Depuis 1983, date de la création de l'instance, environ 150 personnes ont exercé cette fonction.

## Exercice de la fonction
Jusqu'en 1991, date de l'inauguration de l'hôtel de région dans le quartier de Saint-Denis appelé Le Moufia, les élus du conseil régional siégeaient dans l'hémicycle du palais de la Source, siège du conseil général de La Réunion, l'administration étant quant à elle installée au palais Rontaunay.

## Mandatures

### 2021-2028
| Liste                             | N° | Nom                             |  | Parti     | Groupe |
| --------------------------------- | -- | ------------------------------- |  | --------- | ------ |
| Liste d'union avec Huguette Bello | 1  | Huguette Bello                  |  | PLR       |        |
| Liste d'union avec Huguette Bello | 2  | Frédéric Maillot                |  | DVG       |        |
| Liste d'union avec Huguette Bello | 3  | Ericka Bareigts                 |  | PS        |        |
| Liste d'union avec Huguette Bello | 4  | Patrice Boulevart               |  | Ba.       |        |
| Liste d'union avec Huguette Bello | 5  | Stéphanie Poiny-Toplan          |  | PLR       |        |
| Liste d'union avec Huguette Bello | 6  | Patrick Lebreton                |  | DVG       |        |
| Liste d'union avec Huguette Bello | 7  | Nadine Gironcel Damour          |  | PCR       |        |
| Liste d'union avec Huguette Bello | 8  | Jean-Hugues Ratenon             |  | LFI-RÉ974 |        |
| Liste d'union avec Huguette Bello | 9  | Céline Sitouze                  |  | DVG       |        |
| Liste d'union avec Huguette Bello | 10 | Normane Omarjee                 |  | DVG       |        |
| Liste d'union avec Huguette Bello | 11 | Anne Chane-Kaye Bone-Tavel      |  | Ba.       |        |
| Liste d'union avec Huguette Bello | 12 | Jacques Técher                  |  | PCR       |        |
| Liste d'union avec Huguette Bello | 13 | Lorraine Nativel                |  | MCR       |        |
| Liste d'union avec Huguette Bello | 14 | Fabrice Hoarau                  |  | APR       |        |
| Liste d'union avec Huguette Bello | 15 | Amandine Ramyaye                |  | LFI       |        |
| Liste d'union avec Huguette Bello | 16 | Christian Annette               |  | PS        |        |
| Liste d'union avec Huguette Bello | 17 | Patricia Profil                 |  | PLR       |        |
| Liste d'union avec Huguette Bello | 18 | Wilfrid Bertile                 |  | PLR       |        |
| Liste d'union avec Huguette Bello | 19 | Karine Nabenesa                 |  | TdP       |        |
| Liste d'union avec Huguette Bello | 20 | Jean-Pierre Chabriat            |  | DVG       |        |
| Liste d'union avec Huguette Bello | 21 | Maya Cesari                     |  | DVG       |        |
| Liste d'union avec Huguette Bello | 22 | Mikaël Sihou                    |  | ED        |        |
| Liste d'union avec Huguette Bello | 23 | Virginie Gobalou Erambranpoullé |  | PCR       |        |
| Liste d'union avec Huguette Bello | 24 | Axel Vienne                     |  | DVG       |        |
| Liste d'union avec Huguette Bello | 25 | Évelyne Corbière                |  | DVG       |        |
| Liste d'union avec Huguette Bello | 26 | Jean-Bernard Maratchia          |  | DVG       |        |
| Liste d'union avec Huguette Bello | 27 | Laëtitia Lebreton               |  | PLR       |        |
| Liste d'union avec Huguette Bello | 28 | Pascal Plante                   |  | DVG       |        |
| Liste d'union avec Huguette Bello | 29 | Régine Chane Hong               |  | PLR       |        |
| Objectif Re'Union                 | 1  | Didier Robert                   |  | OR        |        |
| Objectif Re'Union                 | 2  | Sandrine Aho-Nienne             |  | LR        |        |
| Objectif Re'Union                 | 3  | Jacquet Hoarau                  |  | FRA       |        |
| Objectif Re'Union                 | 4  | Sabrina Ramin                   |  | UDI       |        |
| Objectif Re'Union                 | 5  | Jean-Louis Lagourgue            |  | OR        |        |
| Objectif Re'Union                 | 6  | Nadia Ramassamy                 |  | DVD       |        |
| Objectif Re'Union                 | 7  | Michel Vergoz                   |  | DVC       |        |
| Objectif Re'Union                 | 8  | Yolaine Costes                  |  | OR        |        |
| Objectif Re'Union                 | 9  | Bernard Picardo                 |  | DVD       |        |
| Objectif Re'Union                 | 10 | Marie-Lise Chane To             |  | DVD       |        |
| Objectif Re'Union                 | 11 | Jean-Jacques Morel              |  | OR        |        |
| Objectif Re'Union                 | 12 | Denise Hoarau                   |  | LR        |        |
| Objectif Re'Union                 | 13 | Rahfick Badat                   |  | DVD       |        |
| Objectif Re'Union                 | 14 | Liliane Abmon-Elizeon           |  | DVD       |        |
| Objectif Re'Union                 | 15 | Richard Nirlo                   |  | DVD       |        |
| Objectif Re'Union                 | 16 | Patricia Locame Vaissette       |  | DVD       |        |

### 2015-2021
| Liste              | N° | Nom                           |  | Parti                         | Groupe                                                      | Changements                    |
| ------------------ | -- | ----------------------------- |  | ----------------------------- | ----------------------------------------------------------- | ------------------------------ |
| Union de la droite | 1  | Didier Robert                 |  | OR (LR jusqu'en 2018)         | Réunion nous                                                |                                |
| Union de la droite | 2  | Nassimah Dindar               |  | UDI                           | Réunion nous                                                | Démissionne le 2 octobre 2017  |
| Union de la droite | 3  | Michel Fontaine               |  | LR                            | Réunion nous                                                | Démissionne en juin 2016       |
| Union de la droite | 4  | Nadia Ramassamy               |  | DVD                           | Réunion nous                                                | Démissionne le 29 juin 2017    |
| Union de la droite | 5  | Jean-Paul Virapoullé          |  | UDI                           | Réunion nous                                                |                                |
| Union de la droite | 6  | Yolaine Costes                |  | OR (LR jusqu'en 2018)         | Réunion nous                                                |                                |
| Union de la droite | 7  | Jean-Louis Lagourgue          |  | OR                            | Réunion nous                                                |                                |
| Union de la droite | 8  | Danièle Le Normand            |  | DVD                           | Réunion nous                                                | Décédée le 24 mars 2018        |
| Union de la droite | 9  | Bernard Picardo               |  | DVD                           | Réunion nous                                                |                                |
| Union de la droite | 10 | Faouzia Aboubacar Ben - Vitry |  | UDI                           | Réunion nous                                                |                                |
| Union de la droite | 11 | David Lorion                  |  | LR                            | Réunion nous                                                | Démissionne le 19 juillet 2017 |
| Union de la droite | 12 | Virginie K'Bidi               |  | DVD                           | Réunion nous                                                |                                |
| Union de la droite | 13 | Louis-Bertrand Grondin        |  | UDI                           | Réunion nous                                                |                                |
| Union de la droite | 14 | Valérie Bénard                |  | DVD                           | Réunion nous                                                |                                |
| Union de la droite | 15 | Ibrahim Patel                 |  | DVD                           | Réunion nous                                                |                                |
| Union de la droite | 16 | Fabienne Couapel-Sauret       |  | LR                            | Réunion nous                                                |                                |
| Union de la droite | 17 | Dominique Fournel             |  | LR                            | Réunion nous                                                |                                |
| Union de la droite | 18 | Lynda Lee Mow Sim             |  | UDI                           | Réunion nous                                                |                                |
| Union de la droite | 19 | Stéphane Fouassin             |  | UDI                           | Réunion nous                                                |                                |
| Union de la droite | 20 | Nathalie Bassire              |  | DVD                           | Réunion nous                                                |                                |
| Union de la droite | 21 | Olivier Rivière               |  | UDI                           | Réunion nous                                                |                                |
| Union de la droite | 22 | Denise Hoarau                 |  | LR                            | Réunion nous                                                |                                |
| Union de la droite | 23 | Bachil Valy                   |  | UDI                           | Réunion nous                                                |                                |
| Union de la droite | 24 | Aline Murin-Hoarau            |  | DVD                           | Réunion nous                                                |                                |
| Union de la droite | 25 | Paul Recher                   |  | LR                            | Réunion nous                                                |                                |
| Union de la droite | 26 | Juliana M'Doihoma             |  | UDI                           | Réunion nous                                                |                                |
| Union de la droite | 27 | Alin Guezello                 |  | LR                            | Réunion nous                                                |                                |
| Union de la droite | 28 | Sylvie Moutoucomorapoule      |  | UDI                           | Réunion nous                                                |                                |
| Union de la droite | 29 | Vincent Payet,                |  | DVD                           | Réunion nous                                                |                                |
| Union de la droite | 30 | Nathalie Noël                 |  | DVD                           | Réunion nous                                                | Remplace Michel Fontaine       |
| Union de la droite | 31 | Luc-Guy Fontaine              |  | DVD                           | Réunion nous                                                | Remplace Nadia Ramassamy       |
| Union de la droite | 32 | Valérie Auber                 |  | UDI                           | Réunion nous                                                | Remplace David Lorion          |
| Union de la droite | 33 | Jack Gauthier                 |  | DVD                           | Réunion nous                                                | Remplace Nassimah Dindar       |
| Union de la droite | 34 | Anicha Lebeau                 |  | LR                            | Réunion nous                                                | Remplace Danièle Le Normand    |
| Le Rassemblement   | 1  | Huguette Bello                |  | PLR                           | Le Rassemblement                                            |                                |
| Le Rassemblement   | 2  | Thierry Robert                |  | LPA-MoDem                     | La Politique autrement                                      | Démissionne le 11 juillet 2016 |
| Le Rassemblement   | 3  | Léopoldine Settama-Vidon      |  | DVG                           | Réunion Avenir (La Politique autrement jusqu'en 2017)       |                                |
| Le Rassemblement   | 4  | Gilbert Annette               |  | PS                            | Le Rassemblement                                            |                                |
| Le Rassemblement   | 5  | Lorraine Nativel              |  | MCR                           | Le Rassemblement                                            |                                |
| Le Rassemblement   | 6  | Axel Vienne                   |  | Le Progrès (PS jusqu'en 2017) | Progrès 974 (Le Rassemblement jusqu'en 2017)                |                                |
| Le Rassemblement   | 7  | Karine Nabenesa               |  | LREM (LPA jusqu'en 2017)      | La Réunion en marche (La Politique autrement jusqu'en 2017) |                                |
| Le Rassemblement   | 8  | Jacquet Hoarau                |  | FRA                           | Réunion Avenir (La Politique autrement jusqu'en 2017)       |                                |
| Le Rassemblement   | 9  | Patricia Profil               |  | PLR                           | Le Rassemblement                                            |                                |
| Le Rassemblement   | 10 | Jean-Alain Cadet              |  | DVÉ (EELVR jusqu'en 2017)     | Réunion nous (Le Rassemblement jusqu'en 2017)               |                                |
| Le Rassemblement   | 11 | Marie-Rose Won-Fah-Hin        |  | LREM (LPA jusqu'en 2017)      | La Réunion en marche (La Politique autrement jusqu'en 2017) |                                |
| Le Rassemblement   | 12 | Michel Dennemont              |  | LREM (PS jusqu'en 2017)       | La Réunion en marche (Le Rassemblement jusqu'en 2017)       |                                |
| Le Rassemblement   | 13 | Virginie Bobalou              |  | Le Progrès (PS jusqu'en 2017) | Progrès 974 (Le Rassemblement jusqu'en 2017)                |                                |
| Le Rassemblement   | 14 | Joé Bedier                    |  | UDSA                          | Le Rassemblement                                            |                                |
| Le Rassemblement   | 15 | Monique Bénard                |  | FRA                           | Réunion Avenir (La Politique autrement jusqu'en 2017)       | Démissionne le 5 décembre 2018 |
| Le Rassemblement   | 16 | Jean-Gaël Anda                |  | LPA                           | Non-inscrit (La Politique autrement jusqu'en 2017)          |                                |
| Le Rassemblement   | 17 | Sylviane Rivière              |  | PLR                           | Le Rassemblement                                            | Remplace Thierry Robert        |
| Le Rassemblement   | 18 | Olivier Hoarau                |  | PLR                           | Le Rassemblement                                            | Remplace Monique Bénard        |

## Liste non exhaustive
Les personnes suivantes ont été conseillers régionaux de 1983 à nos jours :
| Nom                     | Première élection |
| ----------------------- | ----------------- |
| Gilbert Annette         | 1983              |
| Bertho Audifax          | 1983              |
| Huguette Bello          | 1983              |
| Alain Bénard            | ?                 |
| Wilfrid Bertile         | 1983              |
| Jacques de Chateauvieux | ?                 |
| Michel Debré            | ?                 |
| Ibrahim Dindar          | ?                 |
| Nassimah Dindar         | ?                 |
| Jean-Claude Fruteau     | 1983              |
| Claude Hoarau           | 1983              |
| Élie Hoarau             | 1983              |
| Pierre Lagourgue        | 1983              |
| Auguste Legros          | 1983              |
| Monique Orphé           | ?                 |
| Christophe Payet        | 1983              |
| Albert Ramassamy        | 1983              |
| Camille Sudre           | ?                 |
| Margie Sudre            | ?                 |
| Michel Tamaya           | ?                 |
| André Thien Ah Koon     | 1983              |
| Laurent Vergès          | 1983              |
| Paul Vergès             | 1983              |
| Pierre Vergès           | ?                 |
| Michel Vergoz           | ?                 |
| René-Paul Victoria      | ?                 |
| Jean-Paul Virapoullé    | 1983              |